# Nannerl Notenbuch
El Nannerl Notenbuch o Notenbuch für Nannerl (en català, Quadern de Nannerl) és un llibre en què Leopold Mozart va escriure peces per a la seva filla, Maria Anna Mozart (coneguda com a "Nannerl"), per ensenyar-li a tocar música; el va escriure a partir de 1759 i fins del 1764, aproximadament. El seu fill Wolfgang també va usar el llibre, on apareixen les seves primeres composicions, algunes d'elles redactades pel seu pare quan el petit Wolfgang encara no sabia escriure. El llibre conté breus i senzilles peces per a teclat (normalment, per a clavicèmbal), apropiades per a principiants. Hi ha molts minuets anònims, alguns escrits per Leopold i, la resta, d'altres compositors, com ara Carl Philipp Emanuel Bach i Georg Christoph Wagenseil. Conté també alguns exercicis de tècnica, una taula d'intervals musicals i alguns esquemes de baix continu modulants. El quadern constava originalment de quaranta-vuit pàgines de paper pautat enquadernades, de les quals tan sols se n'han conservat trenta-sis, amb alguns fragments de les dotze pàgines restants identificats en altres col·leccions.

## Descripció delNotenbuch
Al principi, el Notenbuch era un volum enquadernat de quaranta-vuit pàgines de paper pautat, amb vuit pentagrames per pàgina. Inscrit amb les paraules Pour le clavecin (en francès, Pel clavecí), li van regalar a Nannerl per al seu sant, el 26 de juliol de 1759 (o, possiblement, pel seu vuitè aniversari que queia el dia 30 també de juliol). En el transcurs dels quatre anys següents, el quadern es va anar omplint de peces copiades per Leopold i per dos o tres copistes anònims de Salzburg. Es creu que Wolfgang va copiar quatre de les peces que conté el quadern. Curiosament, cap de les peces fou escrita per la mateixa Nannerl.
Anys després, per alguna raó desconeguda, en van arrencar dotze pàgines. D'elles, actualment quatre d'eles es consideren perdudes, però les altres vuit han estat identificades per Alan Tyson (1987):
- dues pàgines, a la Biblioteca Nacional de França (París);
- una al Museum Carolino Augusteum (Salzburg);
- dues a la Pierpont Morgan Library (Nova York);
- una a la Universitätsbibliothek (Universitat de Leipzig);
- una sobreviu només com a facsímil i conté els compassos inicials de l'Andante en si bemoll major (K. 5b);
- una, actualment en una col·lecció privada, consisteix en un únic full que conté la resta de l'Andante K. 5b.

Les quatre pàgines perdudes han estat reconstruïdes de forma hipotètica basant-se en diferents fonts (cartes de Nannerl i la biografia de Mozart escrita per Georg Nikolaus von Nissen). Es creu que en el seu estat complet, el Notenbuch contenia un total de seixanta-quatre peces, inclosos exercicis i composicions inacabades, de les quals cinquanta-dos es troben en les trenta-sis pàgines del quadern que ara es conserva.
Wolfgang Plath (1982) s'ha deduït l'existència de cinc escribes, a partir d'un estudi de les cal·ligrafies que apareixen en el quadern. A més de Leopold i Wolfgang, s'han identificat tres mestres anònims de Salzburg, anomenats com Anonymous I, Anonymous II i Anonymous III. Els números 58 i 61, tot i trobar-se en les quatre pàgines perdudes, es coneixen únicament pel material de Nissen. Plath assumeix que aquestes dues peces foren copiades per Leopold, que és responsable de més de la meitat dels continguts del Notenbuch.
El Notenbuch mostra evidències de la col·laboració existent entre el jove Wolfgang i el seu pare. Per exemple, la peça número 48 és un arranjament del tercer moviment de la Serenata en re major de Leopold, però el trio apareix també com a Menuetto II a la Sonata per a violí núm. 1 (K. 6).
El Notenbuch ha servit també per demostrar l'interès que Leopold tenia per l'ensenyament de la música. Les taules d'intervals mostren que va impartir teoria de la música al seu fill des del començament. Sembla que, des del primer moment, també els va ensenyar composició; ho feia donant-los una línia de baix, una melodia perquè en fessin variacions, un fragment d'una melodia perquè busquessin una continuació, i un model estructural.
Les primeres composicions de Wolfgang estan escrites per la mà de Leopold; els suggeriments de millora cordials del pare vindrien després.

## Composicions de Wolfgang
El Notenbuch conté les següents peces de Wolfgang:
1. Andante en do, K. 1a
2. Allegro en do, K. 1b
3. Allegro en fa, K. 1c
4. Minuet en fa, K. 1d
5. Minuet en sol, K. 1e
6. Minuet en do, K. 1f
7. Minuet en fa, K. 2
8. Allegro en si♭, K. 3
9. Minuet en fa, K. 4
10. Minuet en fa, K. 5
11. Allegro en do, K. 5a
12. Andante en si♭, K. 5b

Les peces estan compostes per a clavecí i habitualment es toca en aquest instrument tot i que es poden utilitzar altres instruments de teclat. Són composicions de Wolfgang Amadeus Mozart realitzades a partir del 1761, és a dir quan tenia 5 anys i foren escrites pel seu pare, Leopold Mozart.

### Andante en do, K. 1a
| "Andante en do", K. 1a (?·pàg.) |

L'Andante en do major, K. 1a, no és només la primera obra per a teclat de Mozart, sinó la seva primera composició coneguda fins ara. Està en la tonalitat de do major. És una peça molt curta que consta de 10 compassos, d'uns 20 segons de durada.
L'Andante s'inicia amb una frase d'un compàs de3/4, que es repeteix però més fluixa. Una segona frase modificada rep el mateix tractament; una repetició però més fluixa. La mètrica canvia a un compàs binari (2/4) i les següents quatre compassos Mozart torna a un estil típicament barroc. La peça conclou amb una simple cadència autèntica.
Vegeu la partitura a:
- "Andante en do major", K.1a: Partitura  al Neue Mozart-Ausgabe
- "Andante en do major", K.1a: Partitura lliure a l'IMSLP.

### Allegro en do, K. 1b
| "Allegro en do", K. 1 (?·pàg.) |

L'Allegro en do major, K. 1b, és una peça molt curta que consta només de dotze compassos. D'acord amb la indicació de tempo de la peça, és ràpida i animada. A diferència de l'anterior, la K. 1a, no es basa en frases repetides. Comença amb una escala ascendent a càrrec de la mà dreta, de la dominant (sol) a la mediant (mi) en la primera i tercera pulsació, mentre que la mà esquerra fa un contrapunt en les pulsacions segona i quarta. Curiosament, la cadència final es duu a terme entre els compassos vuitè i novè; en els darrers quatre compassos, és a dir, durant una quarta part de tota la composició, Mozart realitza diversos canvis sobre un acord tríada de do major sense adornaments.
Vegeu la partitura a:
- "Andante en do major", K.1a: Partitura  al Neue Mozart-Ausgabe
- "Allegro en do major", K. 1b: Partitura lliure a l'IMSLP.

### Allegro en fa, K. 1c
| "Allegro en fa", K. 1c (?·pàg.) |

L'Allegro en fa major, K. 1c, és una altra peça molt curta de vint compassos (incloses les repeticions). Va ser composta per Wolfgang l'11 de desembre de 1761 a Salzburg. Aquesta Allegro és la primera peça existent de Mozart composta en fa major. Igual que la K. 1b, és ràpida (Allegro). La mètrica és una forma binària arrodonida, amb signes de repetició al final de cadascuna de les seccions: ||:A:||:BA:||, on A i B són de quatre compassos. La música és senzilla i d'estil clàssic. Aquesta peça ha estat comparada amb les "alegres danses folklòriques del sud d'Alemanya".
Vegeu la partitura a:
- "Allegro en fa major", K. 1c: Partitura  al Neue Mozart-Ausgabe
- "Allegro en fa major", K. 1c: Partitura lliure a l'IMSLP.

### Minuet en fa, K. 1d
| "Minuet en fa major", K. 1d (?·pàg.) |

El Minuet en fa major, K. 1d, és una altra peça molt breu en forma binària. Es compon de diverses frases, que comencen amb acords i després s'utilitzen arpegis i tresets. La primera secció és a vuit compassos i la segona secció de dotze; ambdues estan marcades amb signes de repetició.
Aquesta dansa és la composició més antiga que es coneix de Mozart amb la forma de minuet; té una mètrica de compàs de 3/4. D'acord amb el caràcter del minuet, és senyorial en el sentiment. Igual que totes les composicions de Mozart del Notenbuch, les influències més clares sobre l'estil es troben en les peces que estudiava de Leopold Mozart i de Georg Christoph Wagenseil.
Vegeu la partitura a:
- "Minuet en fa major", K. 1d: Partitura  al Neue Mozart-Ausgabe
- "Minuet en fa major", K. 1d: Partitura lliure a l'IMSLP.

### Minuet en sol, K. 1e
| "Minuet en sol", K. 1e (?·pàg.) |

El Minuet en sol major, K. 1e, és una peça molt curta, d'uns 30 segons de durada. Aquest minuet en Sol major és de les primeres obres de Mozart. Com tot minuet, té una mètrica ternària (3/4). A diferència del "Minuet K. 1d", està molt menys influenciada per l'estil barroc.
Es construeix en gran part de frases que es repeteixen: cada dos compassos s'anuncia amb un interval de quinta descendent, després de les quals apareixen quatre acords; la melodia es construeix dins d'aquest esquema.
Vegeu la partitura a:
- "Minuet en sol major", K. 1e: Partitura  al Neue Mozart-Ausgabe
- "Minuet en sol major", K. 1e: Partitura lliure a l'IMSLP.

### Minuet en do, K. 1f
El Minuet en do major, K. 1f, és una peça molt curta composta per només setze compassos i d'uns trenta segons de durada; està en la tonalitat de do major.
Com és un minuet, està en compàs de 3/4. A diferència del seu anterior composició, el "Minuet K. 1d", mostra una menor influència de l'estil barroc.
La peça presenta dues frases, ambdues delimitades per barres de repetició i basades en un mateix motiu rítmic, que apareix en el primer compàs i en les primeres pulsacions del segon compàs; l'estructura quedaria: 
A(2+2+4 compassos):||A'(2+2+4 compassos):||.
El començament de la peça és anacrusi i acaba amb un final masculí, amb un acord en la primera pulsació del compàs.
Vegeu la partitura a:
- "Minuet en do major", K. 1f: Partitura  al Neue Mozart-Ausgabe
- "Minuet en do major", K. 1f: Partitura lliure a l'IMSLP.

### Minuet en fa, K. 2
El Minuet en fa major, K. 1e, és una peça composta a Salzburg per Wolfgang al mes de gener de 1762. Consta d'un motiu d'un sol compàs que es desenvolupa en una exposició de vuit compassos. Aquests vuit compassos es repeteixen, i a continuació hi ha una modulació durant vuit compassos més, previs a una nova repetició.
Vegeu la partitura a:
- "Minuet en fa major", K. 2: Partitura i Informe crític (alemany) al Neue Mozart-Ausgabe
- "Minuet en fa major", K. 2a: Partitura lliure a l'IMSLP.

### Allegro en si♭, K. 3
L'Allegro en si bemoll major, K. 3, fou composta per Wolfgang Amadeus Mozart a Salzburg el dia 4 de març de 1762, quan tan sols tenia sis anys. És una peça breu, composta per només trenta compassos i està en la tonalitat de si bemoll major.
La peça està escrita en compàs de 2/4, presentant un començament anacrusi i un final masculí o en part forta. Com indica el tempo, és una peça ràpida i viva. Té una estructura ternària ABA '(o forma lied), amb tres frases, cadascuna de les quals conclou amb una barra de repetició. Les frases són construïdes a partir del motiu que apareix en el primer compàs en anacrusi i en el primer temps del segon compàs.
La primera frase arriba fins a la caiguda del compàs 12 i consta de dues semifrases, ambdues amb una breu extensió de dos compassos. Presenten l'estructura: 4(+2)+4(+2). La segona semifrase acaba amb una semicadència, fent un canvi cap a la tonalitat de la dominant. Per la seva banda, la secció B és una progressió per segones descendents, en dues parts de quatre compassos. La progressió desemboca en la reexposició de la secció A, en què canvia la segona semifrase pel que fa a l'exposició; Wolfgang utilitza el mateix material rítmic però adaptant-lo a la nova harmonia, de manera que conclou en una cadència perfecta.
Vegeu la partitura a:
- "Allegro en si♭ major, K. 3: Partitura  al Neue Mozart-Ausgabe
- "Allegro en si♭ major, K. 3: Partitura lliure a l'IMSLP.

### Minuet en fa, K. 4
El Minuet en fa major, K. 4, fou compost per Wolfgang Amadeus Mozart a Salzburg, el dia 11 de maig de 1762. És una peça molt breu de només vint-i-quatre compassos.
La peça consta d'un primer motiu d'un sol compàs, que apareix en la primera semifrase formada pels quatre primers compassos. A continuació, ja en els compassos cinquè i sisè, es presenta un nou motiu –derivat del primer–, amb el qual es construeix la segona semifrase, que conclou amb una semicadència, tot fent una modulació a la tonalitat de la dominant. Seguidament, apareix una progressió per segones ascendents en què apareix un nou motiu derivat també del primer motiu. Ja en el compàs 15, arriba la reexposició, que empra els mateixos motius de l'exposició però adaptats a la nova harmonia; la peça conclou amb una cadència autèntica.
El començament de la peça és estètic i els ornaments que apareixen al llarg de la mateixa són refilets en els compassos 3, 11, 13 i 17, i les appogiatura dels compassos 10 i 24. És especialment cridaner el sobtat canvi de registre que empra Mozart a la reposició de la primera semifrase de la reexposició, recurs no utilitzat en l'exposició i que contribueix a donar-li varietat a la peça.
Vegeu la partitura a:
- "Minuet en fa major", K. 4: Partitura  al Neue Mozart-Ausgabe
- "Minuet en fa major", K. 4: Partitura lliure a l'IMSLP.

### Minuet en fa, K. 5
El "Minuet en fa major", K. 5, és una peça composta per Wolfgang Amadeus Mozart a Salzburg, el dia 5 de juliol de 1762. És una peça molt breu, composta de només vint compassos i està en la tonalitat de fa major. Els minuets tenen un tempo més aviat moderat, i estan en compàs ternari de 3/4.
La peça consta d'un primer motiu de dos compassos, que genera tot el material musical de la peça. La primera semifrase coincideix amb els quatre primers compassos de l'obra; la segona, construïda amb un motiu derivat per una disminució del primer, s'estendria des del cinquè compàs fins al desè, concloent amb una semicadència i una modulació a la tonalitat de la dominant. Seguidament, apareix una progressió per segones ascendents –basada en el primer motiu–, i un passatge semblant a la segona semifrase de la frase anterior però adaptat a la nova harmonia. Finalment, conclou amb una cadència autèntica. El començament de la peça és tètic i els ornaments apareixen com a appoggiatura en els compassos 3 i 24.
Vegeu la partitura a:
- "Minuet en fa major", K. 5: Partitura  al Neue Mozart-Ausgabe
- "Minuet en fa major", K. 5: Partitura lliure a l'IMSLP.

### Allegro en do, K. 5a
L'Allegro en do major, K. 5a és una peça breu, de quaranta-quatre compassos d'extensió. Probablement fou afegida el 1764 i també escrita pel seu pare, Leopold Mozart; Wolfgang tindria vuit anys quan la va compondre.
La peça està escrita en compàs de 4/4, presentant un començament tètic i un final masculí, acabant en la primera pulsació. Com indica el tempo, és una peça ràpida i viva. D'aquesta composició cal destacar que és la primera en la que Mozart fa ús del baix d'Alberti en l'acompanyament.
Vegeu la partitura a:
- Nannerl Notenbuch: Partitura  al Neue Mozart-Ausgabe
- Nannerl Notenbuch: Partitura lliure a l'IMSLP.

### Andante en si bemoll, K. 5b
| "Andante en si♭", K. 5b (fragment) (?·pàg.) |

L'Andante en si bemoll major, K. 5b és l'última peça supervivent del Nannerl Notenbuch, de la qual únicament es conserva un fragment de seixanta-un compassos (incloses repeticions). La peça està escrita en compàs binari de 2/4; com és un andante, és una peça d'una velocitat moderada. presenta un començament tètic i en predomina l'acompanyament d'un baix percudit.

## Taula de continguts
La següent taula resumeix el contingut del Notenbuch.
| Núm. | Peça                                | Copista       | Compositor    | K.    | Addendes | Notes |
| ---- | ----------------------------------- | ------------- | ------------- | ----- | --- | --- |
| 01   | Minuet en do                        | Anonymous I   | Anònim        | –     | – | – |
| 02   | Minuet en fa                        | Anonymous I   | Anònim        | –     | – | – |
| 03   | Minuet en do                        | Anonymous I   | Anònim        | –     | – | – |
| 04   | Minuet en sol                       | Anonymous I   | Anònim        | –     | – | – |
| 05   | Minuet en fa                        | Anonymous I   | Anònim        | –     | – | – |
| 06   | Minuet en fa                        | Anonymous I   | Anònim        | –     | – | – |
| 07   | Minuet en re                        | Anonymous I   | Anònim        | –     | – | – |
| 08   | Minuet en fa                        | Anonymous I   | Anònim        | –     | Diese vorgehenden 8 Minueten hat d. Wolfgangerl im 4ten Jahr gelernet (Wolfgang va aprendre els 8 minuets anteriors en el seu quart anniversari) | – |
| 09   | Minuet en la                        | Leopold       | Anònim        | –     | – | – |
| 10   | Minuet en re                        | Leopold       | Anònim        | –     | – | – |
| 11   | Minuet en fa                        | Anonymous I   | Anònim        | –     | Disen Menuet und Trio hat dr Wolfgangerl den 26ten Januarij 1761 einen Tag vor seinem 5ten Jahr um halbe 10 Uhr en Miiner halben Stund gelernet (Wolfgang es va aprendre aquest minuet i el trio en una mitja hora al voltant de les 9:30 el 26 de gener de 1761, un dia abans del seu cinquè aniversari) | – |
| 12   | Minuet en la                        | Leopold       | Anònim        | –     | – | – |
| 13   | Minuet en la                        | Leopold       | Anònim        | –     | – | – |
| 14   | Minuet en fa                        | Leopold       | Anònim        | –     | – | – |
| 15   | Minuet en Mi                        | Leopold       | Anònim        | –     | – | – |
| 16   | Minuet en do                        | Anonymous I   | Anònim        | –     | – | – |
| 17   | Minuet en fa                        | Leopold       | Leopold       | –     | – | – |
| 18   | Minuet en si♭                       | Leopold       | Anònim        | –     | – | – |
| 19   | Minuet en fa                        | Anonymous I   | Wolfgang      | K. 32 | Diesen Menuet hat d. Wolfgangerl auch im vierten jahr seines alters gelernet (Wolfgang també va aprendre aquest minuet quan tenia quatre anys) | K. 32 (Gallimathias musicum), Núm. 14, és una versió orquestral d'aquesta peça. |
| 20   | Allegro en do                       | Wolfgang      | Wolfgang      | K. 5a | – | Probablement afegida el 1764 |
| 21   | Minuet en do                        | Anonymous II  | Anònim        | –     | – | – |
| 22   | Marxa en fa (I)                     | Anonymous I   | Anònim        | –     | den 4ten feb. 1761 vom Wolfgangerl gelernet Après per Wolfgang el 4 de febrer de 1761 | – |
| 23   | Marxa en fa (II)                    | Leopold       | Anònim        | –     | – | – |
| 24   | Allegro en si♭                      | Leopold       | Wolfgang      | K. 8  | di Wolfgang Mozart à Paris le 21 Novb. 1763 de Wolfgang Mozart a París el 21 de novembre de 1763 | Una versió per a piano del primer moviment de la Sonata per a violí núm. 3 en si♭, K. 8                                                                                            |
| 25   | Andante en fa                       | Leopold       | Wolfgang      | K. 6  | – | Una versió per a piano del segon moviment de la Sonata per a violí núm. 1 en do, K. 6 Probablement escrit a Brussel·les l'octubre de 1763.                                         |
| 26   | Minuet en do                        | Leopold       | Wolfgang      | K. 6  | – | Una versió per a piano del Menuet I tercer moviment de la Sonata per a violí núm. 1 en do, K. 6 Probablement escrit a Brussel·les l'octubre de 1763.                               |
| 27   | Allegro en do                       | Anonymous I   | Anònim        | –     | – | – |
| 28   | Allegro en fa                       | Anonymous I   | Anònim        | –     | – | – |
| 29   | Klavierstück en fa                  | Anonymous I   | Anònim        | –     | – | Peça per a teclat |
| 30   | Allegro en do                       | Anonymous I   | Anònim        | –     | – | – |
| 31   | Scherzo en do                       | Anonymous I   | Wagenseil     | –     | del Sgr. Wagenseil (Pel Signore Wagenseil) | – |
| 32   | Scherzo en fa                       | Anonymous I   | Anònim        | –     | – | – |
| 33   | Allegro en fa                       | Leopold       | Anònim        | –     | – | – |
| 34   | Allegro en do                       | Leopold       | Anònim        | –     | – | – |
| 35   | Tempo di Minueto en fa              | Anonymous II  | Anònim        | –     | – | – |
| 36   | Allegro moderato en fa              | Anonymous I   | Anònim        | –     | – | – |
| 37   | Andante en si♭                      | Leopold       | Anònim        | –     | – | – |
| 38   | Andante en do                       | Leopold       | Anònim        | –     | – | – |
| 39   | Arietta con variazioni en la        | Anonymous III | C.P.E. Bach   | –     | – | – |
| 40   | Allegro en do                       | Leopold       | Anònim        | –     | – | – |
| 41   | Allegro en sol                      | Leopold       | Anònim        | –     | – | – |
| 42   | Allegro en sol mnor                 | Leopold       | Anònim        | –     | – | – |
| 43   | Presto en la                        | Anonymous III | J. N. Tischer | –     | – | – |
| 44   | Polonesa en fa                      | Leopold       | Anònim        | –     | – | – |
| 45   | Allegro en mi menor                 | Leopold       | J. J. Agrell  | –     | – | – |
| 46   | Allegro en do                       | Leopold       | Wolfgang      | K. 6  | di Wolfgango Mozart d. 14 octob. (de Wolfgang Mozart el 14 d'octubre) | Una versió per a piano del primer moviment de la Sonata per a violí núm. 1, K. 6 Probably composed in Brussels in 1763                                                             |
| 47   | Minuet en re                        | Leopold       | Wolfgang      | K. 7  | di Wolfgango Mozart d. 30ten Novbr. 1763 à Paris (de Wolfgang Mozart a París el 1763) | Una versió per a piano del Menuet I de la Sonata per a violí núm. 2 en re, K. 7 |
| 48   | Minuet en fa                        | Leopold       | Wolfgang      | K. 6  | di Wolfgango Mozart d. 16ten Julÿ 1762 (de Wolfgang Mozart el 16 de juliol de 1762) | Una versió per a piano del tercer moviment de la Serenata en re de Leopold i el Menuet II del tercer moviment de la Sonata per a violí núm. 1 en do de Wolfgang Compost a Salzburg |
| 49   | Minuet en fa                        | Leopold       | Wolfgang      | K. 4  | di Wolfgango Mozart d. 11ten Maÿ 1762 (de Wolfgang A. Mozart l'11 de maig de 1762) | Minuet en fa, K. 4 Compost a Salzburg |
| 50   | Klavierstück en sol                 | Leopold       | Anònim        | –     | – | Peça per a teclat. Fragment |
| 51   | Konzertsatz en sol                  | Leopold       | Anònim        | –     | – | Moviment d'un concert |
| 52   | Fünf technische Übungen             | Leopold       | Anònim        | –     | – | Exercici: Cinc exercicis tècnics |
| 53   | Andante en do (?·pàg.)              | Leopold       | Wolfgang      | K. 1a | – | – |
| 54   | Allegro en do (?·pàg.)              | Leopold       | Wolfgang      | K. 1b | – | – |
| 55   | Allegro en fa                       | Leopold       | Wolfgang      | K. 1c | – | – |
| 56   | Minuet en fa                        | Leopold       | Wolfgang      | K. 1d | Minueto del Sgr. Wolfgango Mozart 16to Decembris 1761 (Minuet de Wolfgang Mozart del 16 de desembre de 1761) | – |
| 57   | Intervalltabelle                    | Leopold       | Anònim        | –     | – | Exercici: una taula d'intervals musicals |
| 58   | Minuet en fa                        | Leopold?      | Wolfgang      | K. 2  | – | Minuet en fa, K. 2 |
| 59   | Allegro en si♭                      | Leopold       | Wolfgang      | K. 3  | del Sgr. Wolfgango Mozart 1762. d. 4ten Martij (per Wolfgang Mozart el 4 de març de 1762) | Allegro en si♭, K. 3 Compost a Salzburg |
| 60   | Drei modulierende Generalbaßübungen | Leopold       | Anònim        | –     | – | Exercici: 3 modulacions de baixos |
| 61   | Minuet en fa                        | Leopold?      | Wolfgang      | K. 5  | 5. Juli 1762 5 de juliol de 1762 | Minuet en fa, K. 5 Compost a Salzburg |
| 62   | Minuet en sol                       | Wolfgang      | Wolfgang      | K. 1e | – | Minuet en sol, K. 1e Probablement afegida el 1764 |
| 63   | Minuet en do                        | Wolfgang      | Wolfgang      | K. 1f | – | Minuet en do, K. 1f Probablement afegida el 1764 |
| 64   | Andante en si♭                      | Wolfgang      | Wolfgang      | K. 5b | – | Fragment de l'Andante en si♭, K. 5b (K. 9b in K¹) Probablement afegida el 1764 |